# Adolph von Leddihn
Adolph von Leddihn (* 20. Dezember 1830 in Wien; † 25. April 1903 ebenda) war ein österreichischer General.

## Militärische Laufbahn
Er wurde am 20. Dezember 1830 in Wien geboren. 1849 trat Adolph Leddihn, wie er damals noch hieß, als Gemeiner in die kaiserlich-österreichische Armee beim 3. Dragonerregiment ein. Er nahm dann am Feldzug gegen die aufständischen und gegen das Habsburger Regime in Ungarn kämpfenden ungarischen Insurgenten teil und wurde dabei zum Leutnant befördert.
Von 1867 bis 1868 besuchte er die Kriegsschule und wurde gleich danach zum Major befördert und zur weiteren militärischen Verwendung dem Generalstab zugeteilt. Er wurde dort mit der Erarbeitung eines neuen Dienstreglements betraut, das nach der Niederlage der österreichischen Armee im Deutschen Krieg von 1866 für notwendig gehalten wurde. 1871 wurde er dann nach Abschluss dieser Arbeiten, über die er ein zweibändiges Werk veröffentlichte, endgültig in den Generalstab versetzt. 1872 wurde er aber unter Beförderung zum Oberstleutnant bei gleichbleibendem Aufgabengebiet in das k.u.k. Kriegsministerium versetzt. 1876 kehrte er in den Generalstab zurück. Anschließend wurde er Leiter des Evidenzbüros des Generalstabs. 1878/1879 war er in der neu errichteten Kommandantur für Angelegenheiten für die von der Donaumonarchie okkupierten türkischen Gebiete Bosnien und Herzegowina tätig. Ab 1879 befehligte er dann das Dragonerregiment 6 und nach seiner Beförderung zum Generalmajor 1881 wurde er Kommandeur der 2. Infanteriebrigade in Sarajewo. Mit dieser Einheit war er 1882 an der Niederschlagung des Aufstandes gegen die österreich-ungarische Besatzung in Bosnien beteiligt. Ebenfalls 1882 wurde er Chef der 14. Infanteriebrigade, danach 1883 Befehlshaber der 64. Infanteriebrigade. 1889 trat er unter Beförderung zum Feldmarschallleutnant (ad honores) in den Ruhestand.
Bereits 1881 wurde er wegen seiner Verdienste in den erblichen österreichischen Adelsstand erhoben und hieß von diesem Zeitpunkt an Adolph von Leddihn.

## Veröffentlichung
- Zusammensetzung, Marschordnung und Ausdehnung der Truppen und Traintheile größerer Heereskörper nach der Organisation vom Jahre 1870, 2 Bände, 1872